# Боранбаев, Турсынбек
Турсынбек Боранбаев (1898, Кувская волость, Каркаралинский уезд, Семипалатинская губерния — 1943, Смоленская область) — советский партийный и государственный деятель, с мая 1928 по сентябрь 1931 года Нарком труда КазАССР.

## Биография
Турсынбек (Турсун) Боранбаев родился в 1898 году в Кувской волости Каркаралинского уезда Акмолинской области Степного генерал-губернаторства Российской империи. Казах. Из рабочих. Член ВКП(б) с 1917 года, выбыл механически в 1918 году, вновь вступил в 1925 году.
В 1910—1914 годы батрачил у кулака, 1914—1918 — крепильщик на Спасском горном заводе и на Экибастузских каменноугольных копях. В 1918—1920 годы плотник (г. Павлодар, с. Каркаралы).
С июля 1921 по август 1922 года служил в отряде частей особого назначения, в августе-сентябре 1922 года инструктор Каркаралинского уездного комитета РКП(б).
В 1923—1924 годы председатель Каркаралинского волисполкома.
В 1924—1925 годы весовщик хлебного отдела при Семипалатинском отделении Государственного банка СССР.
В 1925—1926 годы рабочий Государственной импортно-экспортной конторы. В 1927—1928 годы плотник Турксибстроя (г. Семипалатинск).
С мая 1928 по сентябрь 1931 года Нарком труда КАССР.
В 1931 году направлен на учебу в Коммунистический университет трудящихся Востока им. И. В. Сталина (г. Москва).
В 1932 году отозван Казкрайкомом ВКП(б).
В 1932—1933 годы заместитель директора комбината «Казполиметалл» (г. Чимкент).
В сентябре 1933 года освобожден от должности и осужден на 15 лет исправительно-трудовых лагерей по статье 137 УК РСФСР (убийство).
В 1935 году освобожден по амнистии в связи с 15-летием КАССР. 16 ноября 1936 года судимость снята указом президиума Верховного Совета КазССР.
В 1936—1937 годы начальник саранчовой экспедиции Наркомата земледелия КазССР.
В 1937—1938 годы ответственный исполнитель по кадрам, затем управляющий городской конторой «Союзутиль».
С декабря 1938 года комендант зданий Наркомата пищевой промышленности КазССР.
В 1942—1943 годы призван в ряды Советской Армии, участник Великой Отечественной войны.
Погиб в 1943 году в бою в Смоленской области.
Делегат VI (1927), VII (1930) казахстанских краевых конференций ВКП(б). Член КазЦИК и Казкрайкома ВКП(б).